# Piszczane (wieś w rejonie kupiańskim)
Piszczane (ukr. Піщане) – wieś na Ukrainie, w obwodzie charkowskim, w rejonie kupiańskim. W 2001 liczyła 528 mieszkańców, spośród których 501 posługiwało się językiem ukraińskim, 20 rosyjskim, 2 białoruskim, 1 ormiańskim, a 4 innym.